# Ludwig Guttmann
Sir Ludwig Guttmann (Tost, 3 luglio 1899 – Aylesbury, 18 marzo 1980) è stato un neurologo e dirigente sportivo tedesco naturalizzato britannico, celebre per aver promosso le attività fisiche delle persone con disabilità e averne organizzato il movimento sportivo, di cui è considerato il padre fondatore.

## Biografia
Figlio primogenito e unico maschio dei quattro figli di Bernhard Guttmann, proprietario di un locale, e di sua moglie Dorothea, figlia di Marcus Weissenburg, un fattore. Nel 1902 la famiglia, ebrea ortodossa, si trasferì presso il centro minerario di Königshütte (l'attuale città polacca di Chorzów) dove Guttmann frequentò la scuola e dove in seguito fece praticantato presso l'ospedale, il primo al mondo dedicato agli incidenti sul lavoro.
Studiò medicina dapprima a Breslavia e poi a Würzburg e a Friburgo dove ebbe i primi contatti con l'antisemitismo delle corporazioni studentesche. Si laureò a Friburgo nel 1924 e iniziò a collaborare con Otfrid Foerster a Breslavia.
Nel 1927 sposò Else, nata Solomon; la coppia ebbe due figli (un maschio e una femmina).
Prima della seconda guerra mondiale Guttmann fu una delle figure più importanti della scuola neurologica tedesca e durante tutto questo periodo operò nell'ospedale ebraico di Breslavia fino al 1939, quando fu costretto a fuggire in Inghilterra.
Nel 1944 il governo britannico gli chiese di guidare il "Centro Nazionale di ricerca sulle lesioni del midollo spinale", situato presso l'ospedale di Stoke Mandeville, vicino a Londra. Fu così nominato direttore del centro, incarico che tenne fino al 1966.

## Il padre dello sport per persone con disabilità
Nell'ambito delle sue funzioni decise di promuovere fin dall'inizio lo sport come metodo principale di terapia, utilizzandolo per plasmare e/o riplasmare i suoi pazienti con un fisico forte e il rispetto di sé. Dal 1952, organizzò i cosiddetti Giochi di Stoke Mandeville per persone con disabilità, cresciuti nel tempo fino ad avere oltre 130 partecipanti stranieri, cosa che impressionò l'opinione pubblica internazionale e i dirigenti del movimento olimpico.
Nel 1956 Guttmann fu onorato con la Coppa Fearnley, riconoscimento creato per premiare chi si distingue nel contribuire all'espansione degli ideali olimpici. In seguito a questi successi decise, su proposta e assieme all'italiano Antonio Maglio, di portare i giochi a Roma nel 1960, poi riconosciuto come I giochi paralimpici, manifestazione che continua tutt'oggi con crescente successo. Nel Regno Unito fondò altresì l'Associazione Britannica Sport Disabili (1960) e ricevette i gradi di ufficiale e poi di commendatore dell'Ordine dell'Impero Britannico.
La BBC realizzò nel 2012 il film The Best of Men basato proprio sulla sua biografia.